# Pallavolo ai I Giochi olimpici giovanili estivi - Torneo maschile
Il torneo maschile di pallavolo ai I Giochi olimpici giovanili si è svolta dal 21 agosto al 26 agosto 2010 a Singapore: al torneo hanno partecipato sei squadre nazionali Under-18 e Under-19 (utilizzando tuttavia giocatori di età compresa o inferiore a 18 anni) e la vittoria finale è andata per la prima volta a Cuba.

## Impianti
|                                                                           |  |  |
|                                                                           |  |  |
| Toa Payoh Sports Hall Città: Singapore Capienza: 2 000 Anno d'apertura: ? |  |  |

## Regolamento

### Formula
La formula ha previsto:
- Fase a gironi, disputata con girone all'italiana: le prime due classificate di ciascun girone hanno acceduto alla fase finale per il primo posto, mentre le due terze classificate hanno acceduto alla finale per il quinto posto.

### Criteri di classifica
Alle formazioni vincenti sono stati assegnati 2 punti, mentre a quelle perdenti è stato assegnato 1 punto.
L'ordine del posizionamento in classifica è stato definito in base a:
- Punti;
- Numero di partite vinte;
- Ratio dei set vinti/persi;
- Ratio dei punti realizzati/subiti;
- Risultati degli scontri diretti.

## Squadre partecipanti
| Squadra      | Qualificazione                                      | Ultima partecipazione |
| ------------ | --------------------------------------------------- | --------------------- |
| Argentina    | 1ª al campionato sudamericano under 19 2010         | Debutto               |
| Cuba         | 1ª al campionato nordamericano under 19 2010        | Debutto               |
| Iran         | 1ª al campionato asiatico e oceaniano Under-18 2010 | Debutto               |
| RD del Congo | Vincitore qualificazioni africane                   | Debutto               |
| Russia       | 3ª al campionato europeo under 19 2009              | Debutto               |
| Serbia       | 1ª al campionato mondiale under 19 2009             | Debutto               |

## Torneo

### Fase a gironi
| Girone A     | Girone B  |
| ------------ | --------- |
| RD del Congo | Argentina |
| Russia       | Cuba      |
| Serbia       | Iran      |

#### Girone A

##### Risultati
| 21 agosto 2010 Toa Payoh Sports Hall, Singapore Durata: 1h:46 - Spettatori: 1 500 | Serbia       | 3 - 1 | Cuba   | 25-15, 25-18, 22-25, 25-21 |
| 22 agosto 2010 Toa Payoh Sports Hall, Singapore Durata: 1h:11 - Spettatori: 1 950 | Serbia       | 0 - 3 | Russia | 17-25, 20-25, 12-25        |
| 23 agosto 2010 Toa Payoh Sports Hall, Singapore Durata: 1h:09 - Spettatori: 1 100 | RD del Congo | 0 - 3 | Russia | 22-25, 15-25, 13-25        |

##### Classifica
| Pos. | Squadra      | Pt | G | V | P | SV | SP | Ratio | PF  | PS  | Ratio |
| ---- | ------------ | -- | - | - | - | -- | -- | ----- | --- | --- | ----- |
| 1    | Russia       | 4  | 2 | 2 | 0 | 6  | 0  | MAX   | 150 | 99  | 1,515 |
| 2    | Serbia       | 3  | 2 | 1 | 1 | 3  | 4  | 0,750 | 146 | 154 | 0,948 |
| 3    | RD del Congo | 2  | 2 | 0 | 2 | 1  | 6  | 0,167 | 129 | 172 | 0,750 |

#### Girone B

##### Risultati
| 21 agosto 2010 Toa Payoh Sports Hall, Singapore Durata: 1h:15 - Spettatori: 1 300 | Argentina | 3 - 0 | Iran | 25-12, 25-9, 29-27         |
| 22 agosto 2010 Toa Payoh Sports Hall, Singapore Durata: 1h:24 - Spettatori: 1 900 | Argentina | 0 - 3 | Cuba | 22-25, 23-25, 23-25        |
| 23 agosto 2010 Toa Payoh Sports Hall, Singapore Durata: 2h:00 - Spettatori: 1 000 | Iran      | 1 - 3 | Cuba | 25-21, 22-25, 19-25, 22-25 |

##### Classifica
| Pos. | Squadra   | Pt | G | V | P | SV | SP | Ratio | PF  | PS  | Ratio |
| ---- | --------- | -- | - | - | - | -- | -- | ----- | --- | --- | ----- |
| 1    | Cuba      | 4  | 2 | 2 | 0 | 6  | 1  | 6,000 | 171 | 156 | 1,096 |
| 2    | Argentina | 3  | 2 | 1 | 1 | 3  | 3  | 1,000 | 147 | 123 | 1,195 |
| 3    | Iran      | 2  | 2 | 0 | 2 | 1  | 6  | 0,167 | 136 | 175 | 0,777 |

#### Fase finale
|  | Semifinali | Semifinali | Semifinali |      |    | Finale          | Finale          | Finale          |  |
|  |            |            |            |      |    |                 |                 |                 |  |
|  | 1A         | Russia     | 0          |      |    |                 |                 |                 |  |
|  | 1A         | Russia     | 0          |      |    |                 |                 |                 |  |
|  | 2B         | Argentina  | 3          |      |    |                 |                 |                 |  |
|  | 2B         | Argentina  | 3          |      | 2B | Argentina       | 1               |                 |  |
|  |            |            |            |      | 2B | Argentina       | 1               |                 |  |
|  |            |            | 1B         | Cuba | 3  |                 |                 |                 |  |
|  | 1B         | Cuba       | 1B         | Cuba | 3  | 3               |                 |                 |  |
|  | 1B         | Cuba       |            |      |    | 3               |                 |                 |  |
|  | 2A         | Serbia     | 0          |      |    | Finale 3º posto | Finale 3º posto | Finale 3º posto |  |
|  | 2A         | Serbia     | 0          |      |    |                 |                 |                 |  |
|  |            |            |            |      |    |                 |                 |                 |  |
|  |            |            |            |      |    | 1A              | Russia          | 3               |  |
|  |            |            |            |      |    | 1A              | Russia          | 3               |  |
|  |            |            |            |      |    | 2A              | Serbia          | 0               |  |

##### Semifinali
| 24 agosto 2010 Toa Payoh Sports Hall, Singapore Durata: 1h:15 - Spettatori: 1 500 | Russia | 0 - 3 | Argentina | 10-25, 16-25, 19-25 |
| 24 agosto 2010 Toa Payoh Sports Hall, Singapore Durata: 1h:26 - Spettatori: 1 950 | Cuba   | 3 - 0 | Serbia    | 25-22, 25-19, 25-22 |

##### Finale 5º posto
| 25 agosto 2010 Toa Payoh Sports Hall, Singapore Durata: 1h:00 - Spettatori: 500 | RD del Congo | 0 - 3 | Iran | 9-25, 15-25, 17-25 |

##### Finale 3º posto
| 25 agosto 2010 Toa Payoh Sports Hall, Singapore Durata: 1h:30 - Spettatori: 1 100 | Russia | 3 - 0 | Serbia | 25-17, 25-17, 25-15 |

##### Finale
| 26 agosto 2010 Toa Payoh Sports Hall, Singapore Durata: 1h:51 - Spettatori: 2 000 | Argentina | 1 - 3 | Cuba | 23-25, 21-25, 25-17, 20-25 |

## Classifica finale
| Pos | Squadra      | Rosa |
| --- | ------------ | --- |
|     | Cuba         | Formazione: 1 W. León, 3 González, 4 Araujo, 5 J.A. León, 6 Lamadrid, 7 García, 8 Durán, 9 Albo, 10 Loyola, 12 Perdomo, CT: Sánchez                                                                    |
|     | Argentina    | Formazione: 1 Llanos, 2 Verasio, 3 Plaza, 4 Martina, 5 Lapera, 6 Nuñez, 8 Martínez, 9 Quiroga, 10 Ruiz, 12 Palacios, 14 Méndez, 16 Villalba, CT: Cichello                                              |
|     | Russia       | Formazione: 1 Manerov, 2 Glivenko, 3 Komarov, 4 Solodilin, 5 Golubev, 6 Ščurin, 7 Mokievskij, 9 Tertyšnikov, 10 Osipov, 11 Nikitin, 14 Zolotuchin, 18 Kulikov, CT: Kukuškin                            |
| 4.  | Serbia       | Formazione: 1 Vladisavljev, 2 Martinović, 3 Zivanović, 5 Filipović, 6 Brđović, 7 Glavinić, 8 Žarković, 9 Stoilović, 12 Pantić, 13 Stanković, 14 Jovanović, 15 Katić, CT: Đuričić                       |
| 5.  | Iran         | Formazione: 1 Nasr Esfahani, 2 Zeraatgar, 6 Ahmadi, 7 Khani Molahajiloo, 8 Zarif Ahangaran, 9 Nodouzpoor, 10 Ghoreyshi, 11 Daneshpour, 12 Aghapour, 13 Hosseinabadi, 14 Faridi, 17 Amiri, CT: Shahnazi |
| 6.  | RD del Congo | Formazione: 1 Kadima, 2 Tshidende, 3 Misiyo Ango, 4 Shesha Masako, 5 Kazadi, 6 Tshibangu, 7 Mayaula, 8 Badiya, 11 Mujani, 12 Misano, 15 Mbuyi, 16 Inginda, CT: Kinsama Eanga                           |